# Chiến tranh Bắn tỉa (Nam Ossetia)
Chiến tranh Bắn tỉa (tiếng Nga: Снайперская война) - một cuộc leo thang đột ngột của xung đột tại Nam Ossetia bắt đầu ngày 1 tháng 8, 2008, trước đó là sự bất đồng quan điểm quy mô lớn tại khu vực và sau đó là chiến tranh bùng phát. Thuật ngữ đề nghị bởi Chủ tịch Ủy ban Thông tin và Báo chí của nước Cộng hòa Nam Ossetia không được công nhận.

## Khởi đầu
Nam Ossetia và vùng Abkhazia đã li khai khỏi Gruzia trong các cuộc chiến tranh vào đầu những năm 1990. Hai vùng này được Nga hậu thuẫn về chính trị và tài chính. Nga cũng trao quyền công dân cho đa số người địa phương.
Grudia, quốc gia thân phương Tây đang tìm cách chấm dứt sự phụ thuộc truyền thống vào Nga, coi việc giành lại quyền kiểm soát Nam Ossetia và Abkhazia là một ưu tiên hàng đầu của quốc gia. Tổng thống Saakashvili, người lên nắm quyền năm 2003, đã từng hứa sẽ giành lại quyền kiểm soát hai vùng trên và đã khiến Nga tức giận khi tìm cách đưa Gruzia gia nhập Tổ chức Hiệp ước Bắc Đại Tây Dương.
Tbilisi đã cáo buộc Nga hậu thuẫn các lực lượng li khai và nghi ngờ Nga tìm cách thôn tính hai khu vực li khai. Moskva đã bác bỏ các cáo buộc trên, song nói rằng Nga có quyền hợp pháp sử dụng mọi phương tiện để bảo vệ "đồng bào" ở Nam Ossetia và Abkhazia, nơi có nhiều người Nga sinh sống. Tháng 7 2008, Nga đã làm Tbilisi tức giận khi máy bay chiến đấu Nga bay trên Nam Ossetia. Nga nói rằng mình phải sử dụng tới biện pháp này sau khi nhận được tin Tbilisi đang chuẩn bị một cuộc tấn công toàn diện vào hai khu vực li khai.
Sự tương đối yên tĩnh kể từ sau các cuộc chiến đã biến mất trong những tháng trước tháng 8, với các vụ nổ bom tại Abkhazia và giao tranh ở Nam Ossetia. Trước tình hình này, đặc phái viên Yuri Popov của Nga đã tới Tbilisi để đàm phán nhằm giảm bớt căng thẳng tại Nam Ossetia. Tuy nhiên, Nam Ossetia đã từ chối tham gia. Nga đã cảnh báo quân đội Nga sẽ đẩy quân đội Gruzia khỏi các vị trí của họ gần Tskhinvali nếu việc bắn phá tiếp tục.

## 1 tháng 8
Bắt đầu từ Thứ Sáu, ngày 1 tháng 8 năm 2008, hàng loạt các vụ tấn công xảy ra đến sáng hôm sau dọc biên giới. Nam Ossetia cho rằng các vụ đụng độ có vũ trang này do Gruzia khởi nguồn và tuyên bố sẽ tổng huy động lực lượng nếu Gruzia tiếp tục khiêu khích, ít nhất 6 người thiệt mạng và 15 người bị thương bên phía Nam Ossetia. Tuy nhiên, Mamuka Kurashvili, chỉ huy lực lượng gìn giữ hòa bình Gruzia tại khu vực ly khai này, nói lực lượng của Nam Ossetia đã bắn người dân Gruzia trước nên binh sĩ Gruzia mới nổ súng đáp trả.

## 3 tháng 8
Moskva kêu gọi Gruzia và Nam Ossetia giải quyết xung đột trong hòa bình.

## 4 tháng 8
Vào Thứ Hai, 4 tháng 8, Nga đã cáo buộc Gruzia sử dụng vũ lực không cân xứng tại tỉnh li khai Nam Ossetia và cảnh báo nước này không nên làm gia tăng căng thẳng tại đó.
Thứ trưởng Ngoại giao Nga Grigory Karasin đã đưa ra cảnh báo trên trong một cuộc điện đàm vào tối Chủ Nhật 3 tháng 8 với người đồng cấp Gruzia Grigol Vashadze. "Mátcơva quan ngại sâu sắc về sự leo thang căng thẳng tại khu vực này do phía Gruzia sử dụng vũ lực không cân xứng. Tbilisi nên nhận ra mối đe dọa thực sự của tình hình và nên nỗ lực không để căng thẳng leo thang", ông Karasin nói. Lúc này, ít nhất 6 người đã thiệt mạng và hơn 15 người khác bị thương trong một loạt vụ bắn pháo vào Tshinvali và các làng mạc xung quanh.
Chính quyền Nam Ossetia cáo buộc Gruzia tập trung quân tại khu vực và ngày 3 tháng 8 đã bắt đầu sơ tán hơn 500 phụ nữ và trẻ em sang tỉnh Bắc Ossetia của Nga. Đã có thêm 500 người nữa sẽ được sơ tán vào ngày 4 tháng 8. Quân đội Gruzia chỉ bắn trả và phủ nhận mọi động thái gia tăng quân đội trong khu vực.

## 7 tháng 8
Giao tranh ác liệt tiếp diễn trong suốt Thứ Năm ngày 7 tháng 8. Quân đội Gruzia nã pháo dữ dội vào thủ phủ Tskhinvali của tỉnh li khai Nam Ossetia cũng như các làng mạc do lực lượng li khai kiểm soát. Nam Ossetia xác nhận 18 người đã bị thương.
Lực lượng li khai cố tấn công làng Avnevi do Tbilisi kiểm soát ở Nam Ossetia và đã phá hủy một xe bọc thép của Gruzia. Ba binh sĩ nước này đã bị thương. Trong khi đó, phía Nam Ossetia nói rằng Gruzia đang bắn phá làng Khetagurovo từ Avnevi. Tbilisi chỉ bắn trả ở một vùng nơi các làng mạc Nam Ossetia và Gruzia chia sẻ một thung lũng.
Tuy nhiên, gần thị trấn Gori, tại lối vào Nam Ossetia ở phía Nam, có 30 xe buýt và 7 xe tải quân sự chở đầy lính Gruzia và họ đang đợi tại một trạm kiểm soát. Các binh sĩ này đã từ chối tiết lộ liệu họ có đang trên đường tới Nam Ossetia hay không. Trước đó, theo Tổng thống Saakashvili, Tbilisi không tìm kiếm chiến tranh. Tiểu đoàn cơ giới thuộc lữ đoàn 5 Gruzia được điều động tới vùng xung đột. "Khi lực lượng này tới nơi, phía Gruzia dự định mở các chiến dịch quân sự quy mô lớn", Anatoly Barankevich, thư ký Hội đồng an ninh Nam Ossetia nói.
"Sự đối đầu không có lợi cho Grudia và tôi hy vọng, tôi đảm bảo rằng sự đối đầu cũng không có lợi cho cả Nga", ông Saakashvili đã nói với các phóng viên tại Gori, nơi ông tới thăm hai lính gìn giữ hòa bình Gruzia bị thương. Các cuộc giao tranh ngày 7 tháng 8 diễn ra sau khi 6 người thiệt mạng trong các cuộc giao tranh vào cuối tuần trước đó. Đã có sự kêu gọi kiềm chế trong khu vực, nơi Nga và phương Tây đang tranh giành ảnh hưởng đối với các tuyến đường trung chuyển năng lượng.